# Anastrangalia dubia
Anastrangalia dubia là một loài bọ cánh cứng trong họ Cerambycidae.

## Hình ảnh

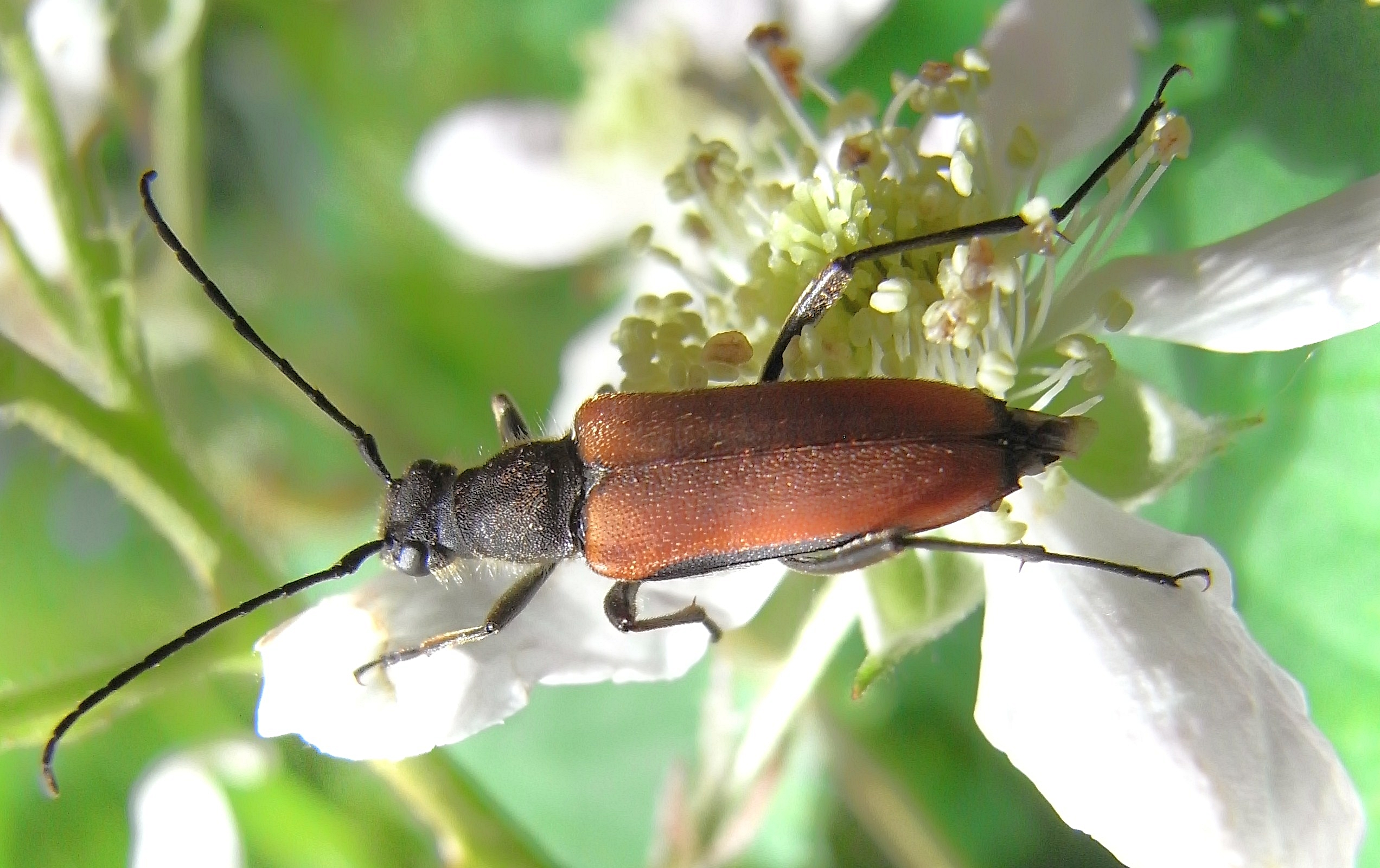
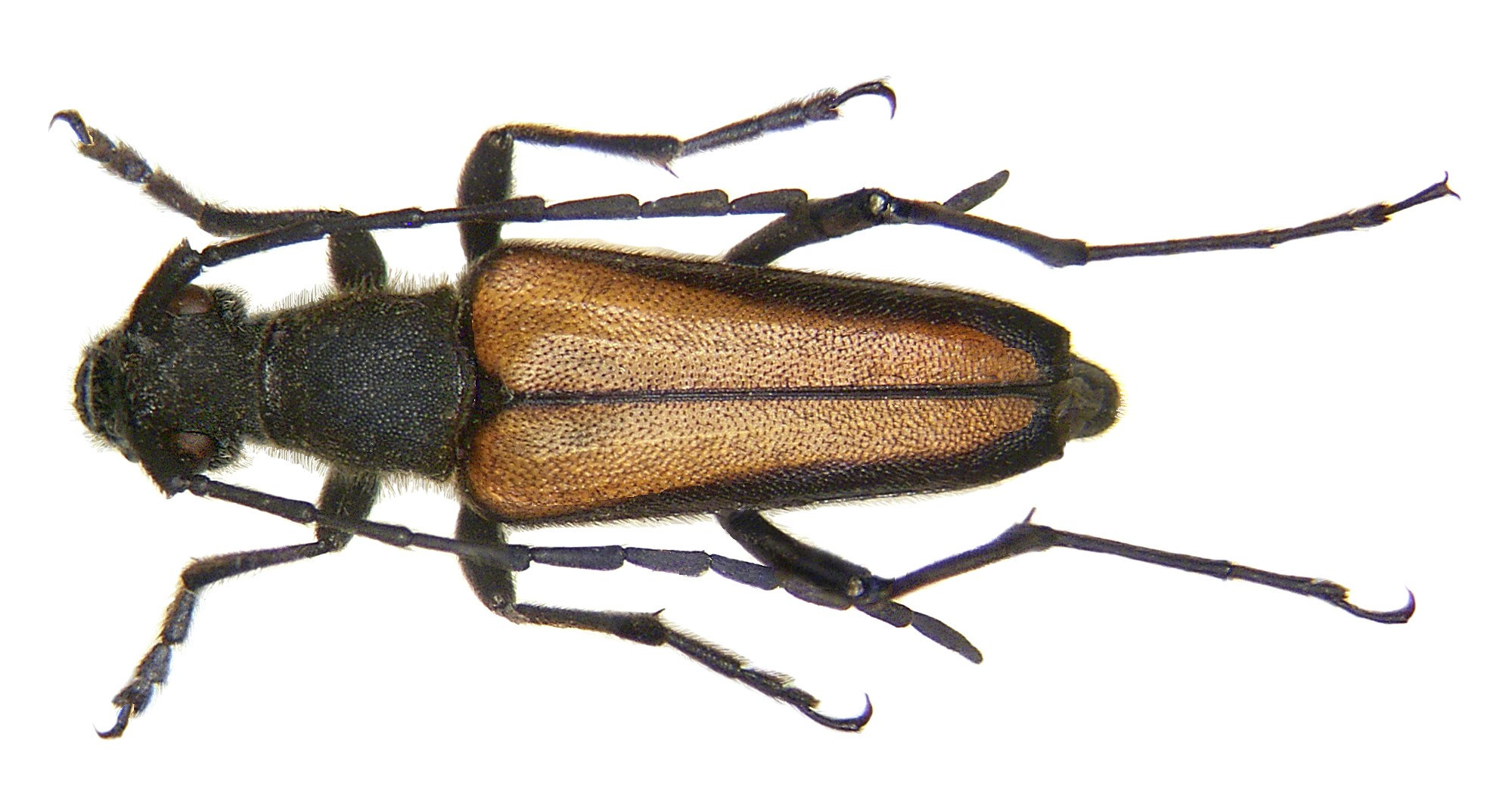
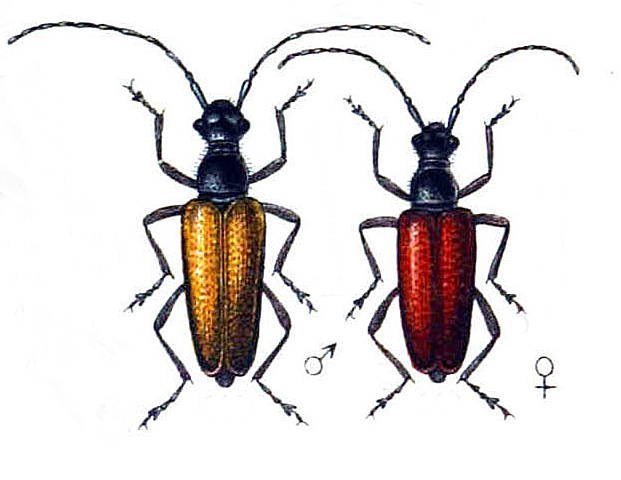